# 外科口罩

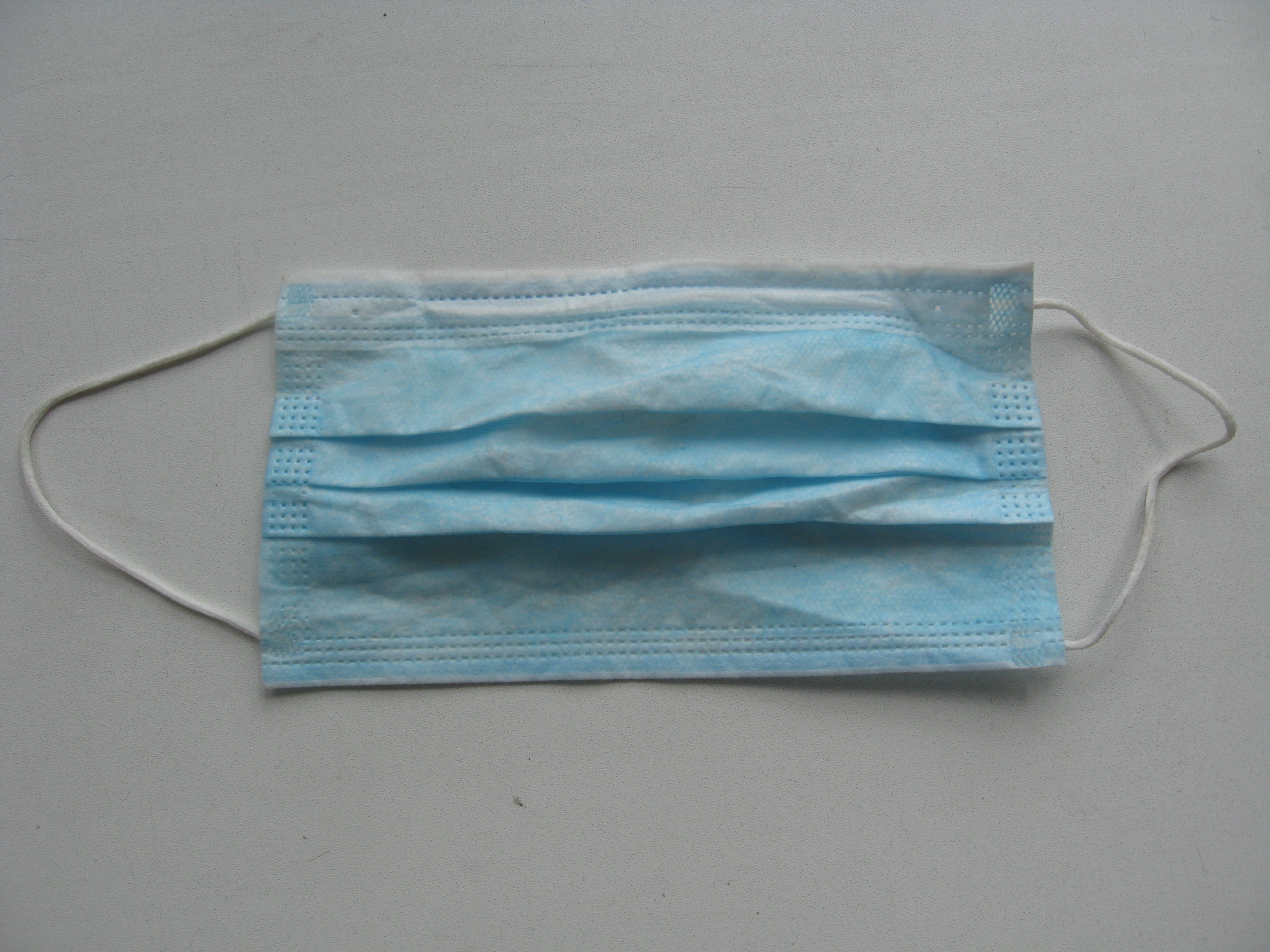
外科口罩

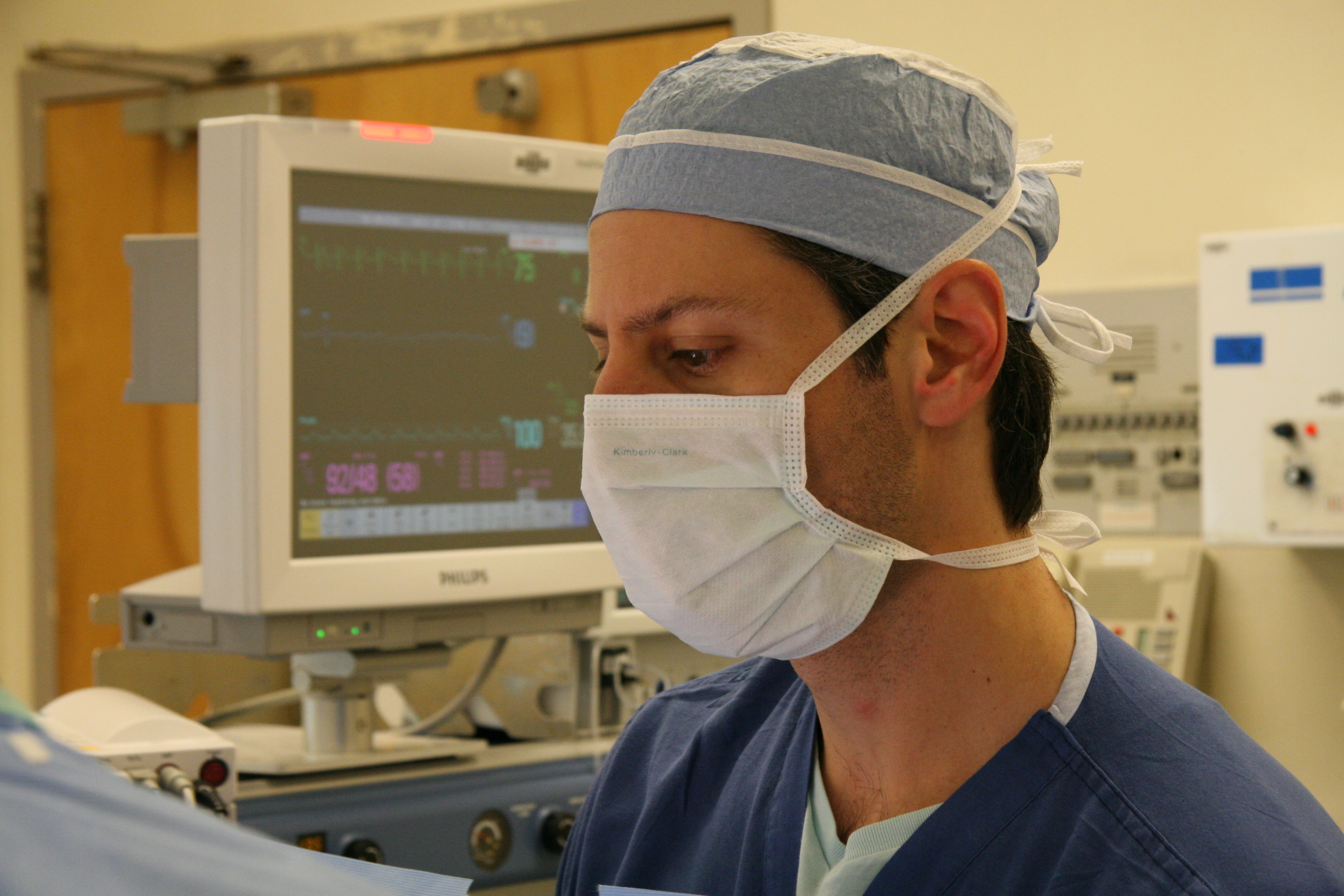
戴著外科口罩的外科醫師

外科口罩（英語：surgical mask）是讓醫事人員在手術及护理病患時做为防具而佩戴的口罩， 覆盖住使用者的口、鼻及下颌，为防止病原体微生物、体液、颗粒物等的直接透过提供物理屏障。外科口罩不是設計來完全隔绝空中的細菌或病毒，無法讓使用者完全免於呼吸道感染，其保護效果也比有特別材質、外形或是密閉效果的N95口罩等自吸过滤式呼吸器要弱。
在東亞國家，許多人在戶外也會戴著口罩，以減少空氣傳播疾病（比如流感）傳播、吸入过敏原以及空氣污染的風險。

## 結構與材料
口罩的結構一般分為三層。由外至内依次为：
- 第一層是防水層不織布，主要的用途是防水的，可阻隔帶有病原的飛沫或血液附著。
- 第二層是具靜電吸附功能的熔噴不織布，主要的用途是濾除微顆粒，可濾除90%以上的5微米顆粒（約為細胞和較大細菌的尺寸）
- 第三層是親膚性不織布，可吸配載者自身的汗水、油脂、口沫，以保持乾爽舒適。[2]

## 特色
外科口罩依著不同的用途，有不同的設計。固定方法多以橡皮筋或布繫至頭部或耳部。所有外科口罩必須蓋過口鼻才能發揮作用。

## 口罩與經濟學
在2009年，國家政策研究基金會曾發表一篇國政研究報告「口罩荒與平準物資的經濟學」。指口罩短缺的「非囤積」理由為預期所得損失的預防性動機與從眾效應。並認為口罩不是公共財。並指口罩荒來自市場的恐慌性需求。在香港，2019冠狀病毒病疫情持續，屈臣氏網店在2020年2月14日中3萬口罩登記名額已滿，最高峰輪候人數高達149萬人次。

## 在大型公共衛生事件中的應用
2003年時中國大陆發生了非典型肺炎事件（SARS事件），口罩的使用和普及在這時也達到了鼎盛的新高潮，一場“非典”幾乎令口罩一度脫銷，各大藥店門前排著長長的隊伍，人們爭相搶購口罩。
在受雾霾困扰的地區和城市中，當地市民在雾霾期间外出习惯戴口罩。
2009年，繼2004年的禽流感之後，甲型H1N1流感大流行讓口罩大軍再一次出現在全世界各大新聞媒體的鏡頭前。
2020年初中國大陸發生了2019冠狀病毒病疫情，疫情在全球蔓延，這是繼2003年SARS事件後，口罩的使用和普及再次達到了另一個高峰。全球口罩用量遠超全球產量，以中华人民共和国為例，該國口罩產量佔全球50%，最大日產僅約2000萬個，根本難以應付全國人口日用一口罩的需求，更遑論要應付出口外國的需求。世界衛生組織表示疫情爆發以來全球醫療口罩需求暴增100倍，價格漲20倍。在疫情嚴峻下各大藥店門前排著長長的隊伍，人們爭相搶購口罩，甚至出現無良商人炒賣口罩價格數倍至十倍不等，口罩需求之大被形容已經成為疫情下的「戰略物資」。官員呼籲民眾要減少外出來減低口罩用量。

### 各地應用情況
2003年以前，SARS事件還未發生，人們對口罩的功用還沒有清楚瞭解。當人們戴上外科口罩外出時，別人總會投下奇異的目光。

#### 日本
總的來說，在日本和其他亞洲國家在日常生活中都不願戴口罩。但日本人搭乘地鐵、鐵路或巴士通勤時，日本人會基於禮貌、或不打擾他人而自行戴上口罩，以避免不必要的困擾。 
在日本，柳杉在春季释放出的大量花粉让市民患上花粉症的几率大大增加，因此有市民會在此时戴上外科口罩外出。
而隨著時裝潮流改變，口罩亦變成時裝的一部分，市面上有多種顏色及款式的口罩以供與使用情境配合。

#### 香港
2003年香港發生SARS事件時，市民紛紛購買外科口罩預防感染SARS病毒。而醫護人員幫病人做手術時，也需要戴口罩保護自己及病人的健康。另外，在流感高峰期，患上感冒的市民會戴上外科口罩外出，防止病毒傳播。相對於SARS事件發生前，市民如患上上呼吸道感染的相關病患，較多市民會自覺地戴上外科口罩以防止病毒傳播。

#### 美國
2009年H1N1流感大流行期間和2019冠狀病毒病疫情初期，美國疾病控制與預防中心都表示不建議戴口罩，醫院流行病學家和感染預防專家波佩斯庫指出，由於外科口罩無法緊貼面部，提供的保護十分有限。另外戴口罩會帶來虛假的安全感，可能會忽視經常洗手，減低對感染者警惕。
美國傳染病專家安東尼·弗契在2020年6月表示2019冠狀病毒病初期美國政府不建議民眾戴口罩，原因是出於擔心宣傳戴口罩會引起個人防護設備短缺，導致醫護人員缺少所需的裝備。但之後，時任美國總統特朗普和副總統彭斯均呼籲戴口罩。

#### 中國大陸
2020年中华人民共和国國務院應對新型冠狀病毒肺炎疫情頒布《公眾科學戴口罩指引》。提示：當處於人員密集場所時，在中、低風險地區應隨身備用口罩，在與其他人近距離接觸（小於等於1米）時應戴口罩。處於人員密集的醫院、汽車站、火車站、地鐵站、機場、超市、餐館、公共交通工具，以及社區與單位進出口等場所的工作人員，建議在中、低風險地區戴一次性使用醫用口罩或醫用外科口罩，在高風險地區戴醫用外科口罩或符合KN95/N95及以上級別的防護口罩。普通公眾居家、戶外，無人員聚集、通風良好時，建議不戴口罩。在疫情高峰期间，很多城市和地區的民警和協警会在道路上巡逻并劝阻沒有帶口罩的行人。随着疫情缓解，目前官方仅建议在公共交通工具（如公交车、地铁、铁路运输、航空运输）及大型公共场所（如医院、电影院、大型展会等）佩戴口罩，且按各地具体规定不再强制。

#### 台灣
2020年台灣出現2019冠狀病毒病疫情期間，蘇貞昌內閣基於2003年的SARS事件經驗，於1月24號起，實施口罩出口禁令。2月上旬，由政府帶頭出資建造生產線（即“口罩國家隊”），於三月底已到達日產1300萬片，成為全球第二大口罩生產地（僅次於中國大陆）。並於4月捐贈1000萬片口罩給歐美以及邦交國。應民眾提出建議，中央流行疫情指揮中心於4/27推出「護台灣、助世界」運動，讓民眾可將自己的口罩配額捐給其他國家，開放兩周已經有55.9萬名台灣人響應，募集了400多萬片口罩。截至5月中旬，已完成92條產線，日產量超過1800萬片。

## 爭議
不正確佩戴口罩，會给使用者帶來虛假的安全感，并且和没有佩戴口罩一样危险。
雖然美国疾病控制与预防中心截至2020年2月下旬仍主張無病徵的人（正在照顧病患者除外）佩戴口罩無助防範2019冠状病毒病，但加利福尼亞大學柏克萊分校的微生物學家艾德里安·伯奇（Adrien Burch）認為沒有強烈證據支持「口罩無用論」，反而有證據支持「口罩有用」。亞洲一些國家和地區的經驗顯示無病徵的人佩戴口罩確實有助減低2019冠狀病毒傳播。隨着疫情延燒，越來越多國家和地方政府開始建議或要求民眾佩戴口罩防疫。世界卫生组织截至2020年3月下旬仍認為沒有證據支持民眾戴口罩的做法。
北京和睦家医院的聖西睿智医生总结中国消费者协会等三个来源的测试指出，外科口罩漏风过多，对空气污染几乎没有作用。

## 產量
在2019冠狀病毒病疫情爆發前，外科口罩售價為每個0.1欧元左右。疫情前中國每日可生產220萬個外科口罩。疫情爆發後，中國有大量新的口罩生產線湧現，造成外科口罩產量大增，而重要原材料熔噴不織布價格一度上升超過20倍。